# Ficus suffruticosa
Ficus suffruticosa är en mullbärsväxtart som beskrevs av Edred John Henry Corner. Ficus suffruticosa ingår i släktet fikonsläktet, och familjen mullbärsväxter. Inga underarter finns listade i Catalogue of Life.